# Lista dei canali Wi-Fi
La lista dei canali Wi-Fi è l'elenco delle frequenze che sono state riservate a livello di Stati e di enti di normativa per l'impiego da parte degli apparati certificati come Wi-Fi. Come tutte le tecnologie di comunicazione wireless, anche il Wi-Fi utilizza una porzione limitata dello spettro elettromagnetico (bande UHF e SHF), per limitare i fenomeni di interferenza con altri dispositivi.
Pur non essendo esattamente le stesse a livello mondiale, le frequenze autorizzate per il Wi-Fi in banda ISM (2,4 GHz, 5 GHz) e in banda a 6 GHz sono sostanzialmente omogenee nella maggior parte degli Stati.

## Banda a 860/900 MHz (802.11ah)
La normativa 802.11ah regola le trasmissioni nelle bande libere a frequenze inferiori al GHz. Le bande sono differenti a seconda dell'area geografica e la numerazione dei canali è strettamente locale, in funzione della frequenza iniziale delle varie bande; le numerazioni dei canali tra le varie aree geografiche, e talvolta anche all'interno della stessa area geografica, non sono quindi compatibili tra loro.
La normativa 802.11ah definisce, oltre che alle bande, le ampiezze possibili dei canali (1, 2, 4, 8 e 16 MHz, dove i canali a 1 MHz sono usati per trasmissioni di portata maggiore) e per ogni ampiezza di canale quanti sono i canali disponibili, come da tabella seguente:
| Regione               | Banda (MHz) | Ampiezza dei canali (MHz) | Quantità di canali |
| --------------------- | ----------- | ------------------------- | ------------------ |
| Australia             | 915–928     | 1, 2, 4, 8                | 13, 6, 3, 1        |
| Cina                  | (755–787)   | (1, 2, 4, 8)              | N.D.               |
| Europa                | 863–868     | 1, (2)                    | 5, —               |
| Europa                | 917.4–919.4 | 1                         | 2                  |
| Giappone              | 916.5–927.5 | 1                         | 11                 |
| Corea                 | 917.5–923.5 | 1, 2, 4                   | 6, 3, 1            |
| Nuova Zelanda         | 915–928     | 1, 2, 4, 8                | 13, 6, 3, 1        |
| Singapore             | 866–869     | 1, 2                      | 3, 1               |
| Singapore             | 920–925     | 1, 2, 4                   | 5, 2, 1            |
| Taiwan                | (839–848.5) | (1, 2, 4)                 | N.D.               |
| Stati Uniti d'America | 902–928     | 1, 2, 4, 8, 16            | 26, 13, 6, 3, 1    |
| Indonesia             | 920-923     | 250 kHz                   | N.D.               |
| 1.                    |             |                           |                    |

## Banda a 2,4 GHz (802.11b/g/n/ax/be)

### Frequenze utilizzabili
Nella banda a 2,4 GHz, l'intervallo di spettro dedicato per il Wi-Fi è compreso tra 2400 MHz e 2495 MHz. Lo spettro è suddiviso in quattordici canali la cui frequenza centrale è riportata nel grafico qua sotto; il segnale modulato occupa una larghezza di banda tra 20 MHz (con modulazione OFDM) e 22 MHz (con modulazione DSSS), ossia di ±11 MHz attorno alla frequenza centrale (±10 MHz con OFDM, secondo le ultime versioni delle specifiche 802.11g e 802.11n). I canali sono spaziati tra loro di 5 MHz, quindi risultano essere sovrapposti, ad esclusione del canale 14 che è spaziato dagli altri di 12 MHz.

Rappresentazione grafica dei canali WiFi nella banda a.

Impiego dei canali per evitare sovrapposizioni nella banda a

A causa della sovrapposizione in frequenza, è consigliabile scegliere dei canali liberi per evitare di provocare e subire interferenze radio. Le specifiche 802.11b prescrivono canali di 22 MHz di ampiezza, per cui in Europa è preferibile utilizzare i canali 1, 6 e 11 che, al 2022, risultano essere ancora quelli di maggior impiego. In questa porzione dello spettro, alcuni canali possono essere utilizzati per trasmissioni analogiche o digitali da parte di altri dispositivi professionale e domestici, come telecamere aeree, telecamere di osservazione meteorologica, telefoni cordless, forni a microonde e apparati dotati di Bluetooth.
Per evitare interferenze con altre utenze wireless o altri dispositivi vicini, occorre analizzare l'occupazione dello spettro, per esempio con programmi appositi, e attenersi alla regola di scegliere un canale distante almeno tre canali vuoti da quelli impegnati o comunque quello con il minor numero di punti di accesso attivi. Scegliere un canale già occupato da un altro punto di accesso Wi-Fi o da altre utenze ha come svantaggio il dover condividere la banda disponibile, ma d'altro canto il meccanismo CSMA/CA evita la collisione tra i pacchetti dei vari utenti. Nel caso di dispositivi attivi su un canale diverso parzialmente sovrapposto, non è possible evitare la collisione tra pacchetti, dato che CSMA/CA ascolta solo sul canale a cui è associato, con conseguente ulteriore abbassamento della velocità di trasferimento dati a causa degli errori di trasmissione indotti dalle collisioni.

### Elenco dei canali nella banda a 2,4 GHz
| 1     | 2 412 | Giappone, Europa ETSI, USA FCC |         |
| 2     | 2 417 | Giappone, Europa ETSI, USA FCC |         |
| 3     | 2 422 | Giappone, Europa ETSI, USA FCC |         |
| 4     | 2 427 | Giappone, Europa ETSI, USA FCC |         |
| 5     | 2 432 | Giappone, Europa ETSI, USA FCC |         |
| 6     | 2 437 | Giappone, Europa ETSI, USA FCC |         |
| 7     | 2 442 | Giappone, Europa ETSI, USA FCC |         |
| 8     | 2 447 | Giappone, Europa ETSI, USA FCC |         |
| 9     | 2 452 | Giappone, Europa ETSI, USA FCC |         |
| 10    | 2 457 | Giappone, Europa ETSI, USA FCC | [ N 1 ] |
| 11    | 2 462 | Giappone, Europa ETSI, USA FCC | [ N 1 ] |
| 12    | 2 467 | Giappone, Europa ETSI          | [ N 1 ] |
| 13    | 2 472 | Giappone, Europa ETSI          | [ N 2 ] |
| 14    | 2 484 | Giappone                       |         |
| 1. 2. |       |                                |         |

Spagna e Francia nel 2020 hanno modificato il loro piano delle frequenze per armonizzarsi col resto dell'Europa in seguito alla direttiva 2019/785 della Commissione Europea.

### Condivisione con altre apparecchiature
L'intervallo di frequenze tra 2 400 e 2450 MHz (corrispondenti ai canali da 1 a 8) in alcuni paesi, come ad esempio la Francia, è condiviso con i radioamatori che, potendo trasmettere a potenze più elevate, possono causare disturbi. I canali 1, 5, 9 e 13 sono utilizzati tipicamente dalle webcam, mentre la frequenza 2,45 GHz è quella tipica dei forni a microonde, che possono causare disturbi sui canali da 7 a 10.

## Banda a 3,65 GHz (802.11y)
Questa banda è ammessa solo negli Stati Uniti. Originariamente è stata definita da IEEE nella normativa 802.11y per regolare il Wi-Fi in uno spettro di frequenze soggette a licenza. In seguito, dopo una riallocazione delle frequenze da parte dalla FCC, è stata utilizzata per regolare l'uso libero nella banda assegnata al Citizens Broadband Radio Service (CRBS), definita nell'intervallo tra 3,5 e 3,7 GHz e intesa per l'uso anche da parte di servizi 5G gestiti su licenza da operatori e da privati. L'uso libero è autorizzato a condizione che questo non crei interferenze dannose ai servizi con licenza.
La porzione di spettro ammessa per il Wi-Fi è ampia 40 MHz, è definita nell'intervallo tra 3 655 e 3695 MHz ed è suddivisibile in otto canali di ampiezza 5 MHz oppure quattro da 10 MHz oppure due da 20 MHz.
La suddivisione a 5 MHz consuma tutti e otto i numeri di canale disponibili; di conseguenza, a differenza di quanto avviene per le altre bande Wi-Fi, non è possibile dedurre l'ampiezza del canale direttamente dal suo numero. Per convenzione, i canali più larghi usano il numero del canale a 5 MHz in cui ricade la loro frequenza centrale F₀. Ne consegue, per esempio, che il canale numero 132 può essere sia quello a 5 MHz compreso tra 3 660 e 3665 MHz che quello a 10 MHz compreso tra 3 655 e 3665 MHz. La tabella seguente riporta la numerazione dei canali:
| Canale | Ampiezza              | Ampiezza            | Ampiezza            |
| Canale | 5 MHz                 | 10 MHz              | 20 MHz              |
| ------ | --------------------- | ------------------- | ------------------- |
| 131    | 3655–3660 (F₀=3657.5) | 3655–3665 (F₀=3660) | 3655–3675 (F₀=3665) |
| 132    | 3660–3665 (F₀=3662.5) | 3655–3665 (F₀=3660) | 3655–3675 (F₀=3665) |
| 133    | 3665–3670 (F₀=3667.5) | 3665–3675 (F₀=3670) | 3655–3675 (F₀=3665) |
| 134    | 3670–3675 (F₀=3672.5) | 3665–3675 (F₀=3670) | 3655–3675 (F₀=3665) |
| 135    | 3675–3680 (F₀=3677.5) | 3675–3685 (F₀=3680) | 3675–3695 (F₀=3685) |
| 136    | 3680–3685 (F₀=3682.5) | 3675–3685 (F₀=3680) | 3675–3695 (F₀=3685) |
| 137    | 3685–3690 (F₀=3687.5) | 3685–3695 (F₀=3690) | 3675–3695 (F₀=3685) |
| 138    | 3690–3695 (F₀=3692.5) | 3685–3695 (F₀=3690) | 3675–3695 (F₀=3685) |

## Banda a 4,9–5 GHz (802.11j)
La normativa 802.11j regola l'utilizzo delle frequenze tra 4,9 e 5 GHz per l'uso specifico in Giappone.
In Giappone, fin dal 2002 erano disponibili 80 MHz di spettro, per uso interno ed esterno su registrazione, nella gamma di frequenza compresa tra 4 910 e 4990 MHz. Fino al 2017, inoltre, erano disponibili sempre su registrazione altri 60 MHz di spettro tra 5 030 e 5090 MHz ma in seguito a un cambio d'uso queste frequenze non sono più utilizzabili.
In questa parte dello spettro, anche per gli Stati Uniti sono disponibili 50 MHz di banda tra 4 940 e 4990 MHz (canali WLAN da 20 a 26) ad uso degli enti di pubblica sicurezza, con la possibilità di utilizzare due canali non sovrapposti da 20 MHz ciascuno. I canali comunemente utilizzati sono il 22 e il 26.
| Canale | Frequenza centrale (MHz) | Intervallo di frequenza (MHz) | Ampiezza del canale | Ampiezza del canale | Ampiezza del canale | Giappone                | Stati Uniti               |
| Canale | Frequenza centrale (MHz) | Intervallo di frequenza (MHz) | 10 MHz              | 20 MHz              | 40 MHz              | Giappone                | Stati Uniti               |
| ------ | ------------------------ | ----------------------------- | ------------------- | ------------------- | ------------------- | ----------------------- | ------------------------- |
| 184    | 4920                     | 4910–4930                     | 183, 184, 185       | 184                 | 184+188 188-184     | Registrazione richiesta | N.D.                      |
| 188    | 4940                     | 4930–4950                     | 187, 188, 189       | 188                 | 184+188 188-184     | Registrazione richiesta | N.D.                      |
| 192    | 4960                     | 4950–4970                     | N.D.                | 192                 | 192+196 196-192     | Registrazione richiesta | N.D.                      |
| 196    | 4980                     | 4970–4990                     | N.D.                | 196                 | 192+196 196-192     | Registrazione richiesta | N.D.                      |
| (191)  | 4955                     | 4945–4965                     | 11, 13, 15          | 21                  | No                  | N.D.                    | Per la pubblica sicurezza |
| (195)  | 4975                     | 4965–4985                     | 15, 17, 19          | 25                  |                     | N.D.                    | Per la pubblica sicurezza |
| 8      | 5040                     | 5030–5050                     | 7, 8, 9             | 8                   | No                  | Utilizzo revocato       | N.D.                      |
| 12     | 5060                     | 5050–5070                     | 11, —               | 12                  |                     | Utilizzo revocato       | N.D.                      |
| 16     | 5080                     | 5070–5090                     | N.D.                | 16                  |                     | Utilizzo revocato       | N.D.                      |

## Banda a 5 GHz (802.11a/h/n/ac/ax/be)

### Frequenze utilizzabili
Le frequenze utilizzabili in questa banda sono definite dall'IEEE nelle specifiche 802.11n e 802.11ac. Sono distribuite su due ampie sottobande, una che occupa la porzione di spettro tra 5,150 e 5,350 GHz e l'altra quella tra 5,470 e 5,850 GHz. In alcuni Paesi, una parte di queste frequenze può essere in conflitto o in sovrapposizione con le frequenze normalmente impiegate per altri usi, tipicamente di carattere militare o per radar meteorologici; in questi casi, IEEE consiglia di ricorrere a meccanismi di selezione dinamica della frequenza (Dynamic Frequency Selection, DFS) invece che alla selezione statica del canale come tipico per la banda a 2,4 GHz.
A partire dal 2007, gli organismi di regolazione europei hanno autorizzato per le reti wireless HiperLAN e il Wi-Fi l'utilizzo di due nuove fasce di frequenza, una compresa tra 5,150 e 5,350 GHz e l'altra tra 5,470 e 5,725 GHz.
Nella banda a 5 GHz i canali seguono una numerazione "modulo 4" (il canale adiacente al canale x ha numero x+4), diversa da quella della banda ISM a 2,4 GHz. Per l'Europa sono previsti 22 canali, numerati da 32 a 68 (frequenze centrali da 5,160 a 5,340 GHz) e da 96 a 140 (frequenze centrali da 5,480 a 5,700 GHz). Negli Stati Uniti sono autorizzati ulteriori 6 canali: il canale 144 (5,720 GHz) e i canali da 149 a 165 (frequenze centrali da 5,745 a 5,825 GHz).
Ogni canale ha una larghezza di banda pari a 20 MHz con una spaziatura di 20 MHz; in questo modo, a differenza della banda a 2,4 GHz, non ci sono sovrapposizioni ed è possibile anche aggregare i canali a gruppi di due (802.11n) o a gruppi di 2, 4 o 8 (802.11ac). I canali aggregati hanno una numerazione intermedia rispetto a quella dei canali singoli. In questo modo, un singolo terminale Wi-Fi compatibile con la normativa 802.11ac può occupare una banda larga 80 MHz e opzionalmente anche 160 MHz.

### Elenco dei canali nella banda a5GHz
La tabella seguente riporta l'elenco dei canali autorizzati in Europa, negli Stati Uniti e in altre zone del mondo; per ogni canale, sono indicate la frequenza centrale e la porzione di spettro dedicata (basata sul canale di ampiezza base da 20 MHz):
| 5160 | 5150–5170 | 32   | No        | No        | No          | Europa      | [ 21 ] |
| 5180 | 5170–5190 | 36   | 38        | 42        | 50          | Europa, USA |        |
| 5200 | 5190–5210 | 40   | 38        | 42        | 50          | Europa, USA |        |
| 5220 | 5210–5230 | 44   | 46        | 42        | 50          | Europa, USA |        |
| 5240 | 5230–5250 | 48   | 46        | 42        | 50          | Europa, USA |        |
| 5260 | 5250–5270 | 52   | 54        | 58        | 50          | Europa, USA |        |
| 5280 | 5270–5290 | 56   | 54        | 58        | 50          | Europa, USA |        |
| 5300 | 5290–5310 | 60   | 62        | 58        | 50          | Europa, USA |        |
| 5320 | 5310–5330 | 64   | 62        | 58        | 50          | Europa, USA | [ 22 ] |
| 5340 | 5330–5350 | 68   | Non usato | Non usato | Non usato   | Europa      | [ 21 ] |
|      |           |      |           |           |             |             |        |
| 5480 | 5470–5490 | 96   | Non usato | Non usato | Non usato   | Europa      | [ 21 ] |
| 5500 | 5490–5510 | 100  | 102       | 106       | 114         | Europa, USA |        |
| 5520 | 5510–5530 | 104  | 102       | 106       | 114         | Europa, USA |        |
| 5540 | 5530–5550 | 108  | 110       | 106       | 114         | Europa, USA |        |
| 5560 | 5550–5570 | 112  | 110       | 106       | 114         | Europa, USA |        |
| 5580 | 5570–5590 | 116  | 118       | 122       | 114         | Europa, USA | [ 23 ] |
| 5600 | 5590–5610 | 120  | 118       | 122       | 114         | Europa, USA | [ 23 ] |
| 5620 | 5610–5630 | 124  | 126       | 122       | 114         | Europa, USA | [ 23 ] |
| 5640 | 5630–5650 | 128  | 126       | 122       | 114         | Europa, USA | [ 23 ] |
| 5660 | 5650–5670 | 132  | 134       | 138       | No          | Europa, USA |        |
| 5680 | 5670–5690 | 136  | 134       | 138       | Europa, USA |             |        |
| 5700 | 5690–5710 | 140  | 143       | 138       | Europa, USA |             |        |
| 5720 | 5710–5730 | 144  | 143       | 138       | USA         | [ 24 ]      |        |
| N.D. | 5730-5735 | N.D. | N.D.      | N.D.      | N.D.        | N.D.        | N.D.   |
| 5745 | 5735–5755 | 149  | 151       | 155       | 163         | USA, Cina   |        |
| 5765 | 5755–5775 | 153  | 151       | 155       | 163         | USA, Cina   |        |
| 5785 | 5775–5795 | 157  | 159       | 155       | 163         | USA, Cina   |        |
| 5805 | 5795–5815 | 161  | 159       | 155       | 163         | USA, Cina   |        |
| 5825 | 5815–5835 | 165  | 167       | 171       | 163         | USA, Cina   |        |
| 5845 | 5835–5855 | 169  | 167       | 171       | 163         | USA, Cina   |        |
| 5865 | 5855–5875 | 173  | 175       | 171       | 163         | USA         |        |
| 5885 | 5875–5895 | 177  | 175       | 171       | 163         | USA         |        |

I canali adiacenti, dove indicato, si possono aggregare a gruppi di 2 (802.11n, 802.11ac), 4 (802.11ac) e 8 (802.11ac) per aumentare il througput.
I canali da 144 a 165 si possono usare in Europa con un limite massimo di potenza di 25 mW, che copre anche i cellulari in modalità hotspot, in base alla normativa sui dispositivi a corto raggio.

## Banda a 5,9 GHz (802.11p)
La normativa 802.11p regole l'impiego del Wi-Fi per applicazioni veicolari (Wireless Access in Vehicular Environments, WAVE) e definisce le frequenze riservate per tale scopo nella porzione di spettro compresa tra 5,850 e 5,925 GHz, a cui fanno capo le tecnologie Dedicated short-range communications (DSRC) per le comunicazioni tra veicoli e infrastrutture terrestri, e Cellular V2X (C-V2X) per i veicoli a guida autonoma.
| Canale | Frequenza centrale (MHz) | Intervallo di frequenza (MHz) | Ampiezza del canale (MHz) | Applicazione | Regione               |
| ------ | ------------------------ | ----------------------------- | ------------------------- | ------------ | --------------------- |
| 172    | 5860                     | 5855–5865                     | 10                        | DSRC         | Europa                |
| 174    | 5870                     | 5865–5875                     | 10                        | DSRC         | Europa                |
| 176    | 5880                     | 5875–5885                     | 10                        | DSRC         | Europa                |
| 178    | 5890                     | 5885–5895                     | 10                        | DSRC         | Europa                |
| 180    | 5900                     | 5895–5905                     | 10                        | DSRC         | Europa                |
| 182    | 5910                     | 5905–5915                     | 10                        | C-V2X        | Giappone              |
| 183    | 5915                     | 5905–5925                     | 20                        | C-V2X        | Giappone              |
| 184    | 5920                     | 5915–5925                     | 10                        | C-V2X        | Giappone, Regno Unito |
|        |                          |                               |                           |              |                       |
| 187    | 5935                     | 5930–5940                     | 10                        | N.D.         | Giappone, Regno Unito |
| 188    | 5940                     | 5930–5950                     | 20                        | N.D.         | Giappone, Regno Unito |
| 189    | 5945                     | 5940–5950                     | 10                        | N.D.         | Giappone, Regno Unito |
| 192    | 5960                     | 5950–5970                     | 20                        | N.D.         | Giappone, Regno Unito |
| 196    | 5980                     | 5970–5990                     | 20                        | N.D.         | Giappone, Regno Unito |
| 1. 2.  |                          |                               |                           |              |                       |

## Banda a6GHz(802.11ax/be)

### Elenco dei canali nella banda a 6 GHz
In Europa, la CEPT autorizza soltanto la banda corrispondete a U-NII-5 (da 5925 MHz a 6425 MHz). Il resto della banda (corrispondente a U-NII-6, 7 e 8) è autorizzata nel resto del mondo ma in Europa è stata riservata per altri servizi..
| Frequenza centrale (MHz) | Canali (da 20 MHz) | Numero del canale                   | Numero del canale                   | Numero del canale                   | Numero del canale                   | Numero del canale                   | Numero del canale                   | Banda U-NII | Regione |
| Frequenza centrale (MHz) | Canali (da 20 MHz) | 20 MHz                              | 40 MHz                              | 80 MHz                              | 160 MHz                             | 320 MHz                             | 320 MHz                             | Banda U-NII | Regione |
| ------------------------ | ------------------ | ----------------------------------- | ----------------------------------- | ----------------------------------- | ----------------------------------- | ----------------------------------- | ----------------------------------- | ----------- | --- |
| 5935                     | 5925-5945          | Banda di guardia (non utilizzabile) | Banda di guardia (non utilizzabile) | Banda di guardia (non utilizzabile) | Banda di guardia (non utilizzabile) | Banda di guardia (non utilizzabile) | Banda di guardia (non utilizzabile) | U-NII 5     | Tutte |
| 5955                     | 5945-5965          | 1                                   | 3                                   | 7                                   | 15                                  | 31                                  | No                                  | U-NII 5     | Europa, Regno Unito, Russia, Australia, Nuova Zelanda Emirati Arabi Uniti, Arabia Saudita Giappone, Indonesia, Vietnam, Singapore, Corea del Sud, Filippine Hong Kong, Macao Stati Uniti d'America, Canada, Messico Costa Rica, Guatemala, Honduras Brasile, Cile, Perù |
| 5975                     | 5965–5985          | 5                                   | 3                                   | 7                                   | 15                                  | 31                                  |                                     | U-NII 5     | Europa, Regno Unito, Russia, Australia, Nuova Zelanda Emirati Arabi Uniti, Arabia Saudita Giappone, Indonesia, Vietnam, Singapore, Corea del Sud, Filippine Hong Kong, Macao Stati Uniti d'America, Canada, Messico Costa Rica, Guatemala, Honduras Brasile, Cile, Perù |
| 5995                     | 5985-6005          | 9                                   | 11                                  | 7                                   | 15                                  | 31                                  |                                     | U-NII 5     | Europa, Regno Unito, Russia, Australia, Nuova Zelanda Emirati Arabi Uniti, Arabia Saudita Giappone, Indonesia, Vietnam, Singapore, Corea del Sud, Filippine Hong Kong, Macao Stati Uniti d'America, Canada, Messico Costa Rica, Guatemala, Honduras Brasile, Cile, Perù |
| 6015                     | 6005-6025          | 13                                  | 11                                  | 7                                   | 15                                  | 31                                  |                                     | U-NII 5     | Europa, Regno Unito, Russia, Australia, Nuova Zelanda Emirati Arabi Uniti, Arabia Saudita Giappone, Indonesia, Vietnam, Singapore, Corea del Sud, Filippine Hong Kong, Macao Stati Uniti d'America, Canada, Messico Costa Rica, Guatemala, Honduras Brasile, Cile, Perù |
| 6035                     | 6025-6045          | 17                                  | 19                                  | 23                                  | 15                                  | 31                                  |                                     | U-NII 5     | Europa, Regno Unito, Russia, Australia, Nuova Zelanda Emirati Arabi Uniti, Arabia Saudita Giappone, Indonesia, Vietnam, Singapore, Corea del Sud, Filippine Hong Kong, Macao Stati Uniti d'America, Canada, Messico Costa Rica, Guatemala, Honduras Brasile, Cile, Perù |
| 6055                     | 6045-6065          | 21                                  | 19                                  | 23                                  | 15                                  | 31                                  |                                     | U-NII 5     | Europa, Regno Unito, Russia, Australia, Nuova Zelanda Emirati Arabi Uniti, Arabia Saudita Giappone, Indonesia, Vietnam, Singapore, Corea del Sud, Filippine Hong Kong, Macao Stati Uniti d'America, Canada, Messico Costa Rica, Guatemala, Honduras Brasile, Cile, Perù |
| 6075                     | 6065-6085          | 25                                  | 27                                  | 23                                  | 15                                  | 31                                  |                                     | U-NII 5     | Europa, Regno Unito, Russia, Australia, Nuova Zelanda Emirati Arabi Uniti, Arabia Saudita Giappone, Indonesia, Vietnam, Singapore, Corea del Sud, Filippine Hong Kong, Macao Stati Uniti d'America, Canada, Messico Costa Rica, Guatemala, Honduras Brasile, Cile, Perù |
| 6095                     | 6085-6105          | 29                                  | 27                                  | 23                                  | 15                                  | 31                                  |                                     | U-NII 5     | Europa, Regno Unito, Russia, Australia, Nuova Zelanda Emirati Arabi Uniti, Arabia Saudita Giappone, Indonesia, Vietnam, Singapore, Corea del Sud, Filippine Hong Kong, Macao Stati Uniti d'America, Canada, Messico Costa Rica, Guatemala, Honduras Brasile, Cile, Perù |
| 6115                     | 6105-6125          | 33                                  | 35                                  | 39                                  | 47                                  | 31                                  | 63                                  | U-NII 5     | Europa, Regno Unito, Russia, Australia, Nuova Zelanda Emirati Arabi Uniti, Arabia Saudita Giappone, Indonesia, Vietnam, Singapore, Corea del Sud, Filippine Hong Kong, Macao Stati Uniti d'America, Canada, Messico Costa Rica, Guatemala, Honduras Brasile, Cile, Perù |
| 6135                     | 6125-6145          | 37                                  | 35                                  | 39                                  | 47                                  | 31                                  | 63                                  | U-NII 5     | Europa, Regno Unito, Russia, Australia, Nuova Zelanda Emirati Arabi Uniti, Arabia Saudita Giappone, Indonesia, Vietnam, Singapore, Corea del Sud, Filippine Hong Kong, Macao Stati Uniti d'America, Canada, Messico Costa Rica, Guatemala, Honduras Brasile, Cile, Perù |
| 6155                     | 6145-6165          | 41                                  | 43                                  | 39                                  | 47                                  | 31                                  | 63                                  | U-NII 5     | Europa, Regno Unito, Russia, Australia, Nuova Zelanda Emirati Arabi Uniti, Arabia Saudita Giappone, Indonesia, Vietnam, Singapore, Corea del Sud, Filippine Hong Kong, Macao Stati Uniti d'America, Canada, Messico Costa Rica, Guatemala, Honduras Brasile, Cile, Perù |
| 6175                     | 6165-6185          | 45                                  | 43                                  | 39                                  | 47                                  | 31                                  | 63                                  | U-NII 5     | Europa, Regno Unito, Russia, Australia, Nuova Zelanda Emirati Arabi Uniti, Arabia Saudita Giappone, Indonesia, Vietnam, Singapore, Corea del Sud, Filippine Hong Kong, Macao Stati Uniti d'America, Canada, Messico Costa Rica, Guatemala, Honduras Brasile, Cile, Perù |
| 6195                     | 6185-6205          | 49                                  | 51                                  | 55                                  | 47                                  | 31                                  | 63                                  | U-NII 5     | Europa, Regno Unito, Russia, Australia, Nuova Zelanda Emirati Arabi Uniti, Arabia Saudita Giappone, Indonesia, Vietnam, Singapore, Corea del Sud, Filippine Hong Kong, Macao Stati Uniti d'America, Canada, Messico Costa Rica, Guatemala, Honduras Brasile, Cile, Perù |
| 6215                     | 6205-6225          | 53                                  | 51                                  | 55                                  | 47                                  | 31                                  | 63                                  | U-NII 5     | Europa, Regno Unito, Russia, Australia, Nuova Zelanda Emirati Arabi Uniti, Arabia Saudita Giappone, Indonesia, Vietnam, Singapore, Corea del Sud, Filippine Hong Kong, Macao Stati Uniti d'America, Canada, Messico Costa Rica, Guatemala, Honduras Brasile, Cile, Perù |
| 6235                     | 6225-6245          | 57                                  | 59                                  | 55                                  | 47                                  | 31                                  | 63                                  | U-NII 5     | Europa, Regno Unito, Russia, Australia, Nuova Zelanda Emirati Arabi Uniti, Arabia Saudita Giappone, Indonesia, Vietnam, Singapore, Corea del Sud, Filippine Hong Kong, Macao Stati Uniti d'America, Canada, Messico Costa Rica, Guatemala, Honduras Brasile, Cile, Perù |
| 6255                     | 6245-6265          | 61                                  | 59                                  | 55                                  | 47                                  | 31                                  | 63                                  | U-NII 5     | Europa, Regno Unito, Russia, Australia, Nuova Zelanda Emirati Arabi Uniti, Arabia Saudita Giappone, Indonesia, Vietnam, Singapore, Corea del Sud, Filippine Hong Kong, Macao Stati Uniti d'America, Canada, Messico Costa Rica, Guatemala, Honduras Brasile, Cile, Perù |
| 6275                     | 6265-6285          | 65                                  | 67                                  | 71                                  | 79                                  | 95                                  | 63                                  | U-NII 5     | Europa, Regno Unito, Russia, Australia, Nuova Zelanda Emirati Arabi Uniti, Arabia Saudita Giappone, Indonesia, Vietnam, Singapore, Corea del Sud, Filippine Hong Kong, Macao Stati Uniti d'America, Canada, Messico Costa Rica, Guatemala, Honduras Brasile, Cile, Perù |
| 6295                     | 6285-6305          | 69                                  | 67                                  | 71                                  | 79                                  | 95                                  | 63                                  | U-NII 5     | Europa, Regno Unito, Russia, Australia, Nuova Zelanda Emirati Arabi Uniti, Arabia Saudita Giappone, Indonesia, Vietnam, Singapore, Corea del Sud, Filippine Hong Kong, Macao Stati Uniti d'America, Canada, Messico Costa Rica, Guatemala, Honduras Brasile, Cile, Perù |
| 6315                     | 6305-6325          | 73                                  | 75                                  | 71                                  | 79                                  | 95                                  | 63                                  | U-NII 5     | Europa, Regno Unito, Russia, Australia, Nuova Zelanda Emirati Arabi Uniti, Arabia Saudita Giappone, Indonesia, Vietnam, Singapore, Corea del Sud, Filippine Hong Kong, Macao Stati Uniti d'America, Canada, Messico Costa Rica, Guatemala, Honduras Brasile, Cile, Perù |
| 6335                     | 6325-6345          | 77                                  | 75                                  | 71                                  | 79                                  | 95                                  | 63                                  | U-NII 5     | Europa, Regno Unito, Russia, Australia, Nuova Zelanda Emirati Arabi Uniti, Arabia Saudita Giappone, Indonesia, Vietnam, Singapore, Corea del Sud, Filippine Hong Kong, Macao Stati Uniti d'America, Canada, Messico Costa Rica, Guatemala, Honduras Brasile, Cile, Perù |
| 6355                     | 6345-6365          | 81                                  | 83                                  | 87                                  | 79                                  | 95                                  | 63                                  | U-NII 5     | Europa, Regno Unito, Russia, Australia, Nuova Zelanda Emirati Arabi Uniti, Arabia Saudita Giappone, Indonesia, Vietnam, Singapore, Corea del Sud, Filippine Hong Kong, Macao Stati Uniti d'America, Canada, Messico Costa Rica, Guatemala, Honduras Brasile, Cile, Perù |
| 6375                     | 6365-6385          | 85                                  | 83                                  | 87                                  | 79                                  | 95                                  | 63                                  | U-NII 5     | Europa, Regno Unito, Russia, Australia, Nuova Zelanda Emirati Arabi Uniti, Arabia Saudita Giappone, Indonesia, Vietnam, Singapore, Corea del Sud, Filippine Hong Kong, Macao Stati Uniti d'America, Canada, Messico Costa Rica, Guatemala, Honduras Brasile, Cile, Perù |
| 6395                     | 6385-6405          | 89                                  | 91                                  | 87                                  | 79                                  | 95                                  | 63                                  | U-NII 5     | Europa, Regno Unito, Russia, Australia, Nuova Zelanda Emirati Arabi Uniti, Arabia Saudita Giappone, Indonesia, Vietnam, Singapore, Corea del Sud, Filippine Hong Kong, Macao Stati Uniti d'America, Canada, Messico Costa Rica, Guatemala, Honduras Brasile, Cile, Perù |
| 6415                     | 6405-6425          | 93                                  | 91                                  | 87                                  | 79                                  | 95                                  | 63                                  | U-NII 5     | Europa, Regno Unito, Russia, Australia, Nuova Zelanda Emirati Arabi Uniti, Arabia Saudita Giappone, Indonesia, Vietnam, Singapore, Corea del Sud, Filippine Hong Kong, Macao Stati Uniti d'America, Canada, Messico Costa Rica, Guatemala, Honduras Brasile, Cile, Perù |
| 6435                     | 6425-6445          | 97                                  | 99                                  | 103                                 | 111                                 | 95                                  | 127                                 | U-NII 6     | Stati Uniti d'America, Canada Costa Rica, Guatemala, Honduras Brasile, Cile, Perù Arabia Saudita, Corea del Sud |
| 6455                     | 6445-6465          | 101                                 | 99                                  | 103                                 | 111                                 | 95                                  | 127                                 | U-NII 6     | Stati Uniti d'America, Canada Costa Rica, Guatemala, Honduras Brasile, Cile, Perù Arabia Saudita, Corea del Sud |
| 6475                     | 6465-6485          | 105                                 | 107                                 | 103                                 | 111                                 | 95                                  | 127                                 | U-NII 6     | Stati Uniti d'America, Canada Costa Rica, Guatemala, Honduras Brasile, Cile, Perù Arabia Saudita, Corea del Sud |
| 6495                     | 6485-6505          | 109                                 | 107                                 | 103                                 | 111                                 | 95                                  | 127                                 | U-NII 6     | Stati Uniti d'America, Canada Costa Rica, Guatemala, Honduras Brasile, Cile, Perù Arabia Saudita, Corea del Sud |
| 6515                     | 6505-6525          | 113                                 | 115                                 | 119                                 | 111                                 | 95                                  | 127                                 | U-NII 6     | Stati Uniti d'America, Canada Costa Rica, Guatemala, Honduras Brasile, Cile, Perù Arabia Saudita, Corea del Sud |
| 6535                     | 6525-6545          | 117                                 | 115                                 | 119                                 | 111                                 | 95                                  | 127                                 | U-NII 7     | Stati Uniti d'America, Canada Costa Rica, Guatemala, Honduras Brasile, Cile, Perù Arabia Saudita, Corea del Sud |
| 6555                     | 6545-6565          | 121                                 | 123                                 | 119                                 | 111                                 | 95                                  | 127                                 | U-NII 7     | Stati Uniti d'America, Canada Costa Rica, Guatemala, Honduras Brasile, Cile, Perù Arabia Saudita, Corea del Sud |
| 6575                     | 6565-6585          | 125                                 | 123                                 | 119                                 | 111                                 | 95                                  | 127                                 | U-NII 7     | Stati Uniti d'America, Canada Costa Rica, Guatemala, Honduras Brasile, Cile, Perù Arabia Saudita, Corea del Sud |
| 6595                     | 6585-6605          | 129                                 | 131                                 | 135                                 | 143                                 | 159                                 | 127                                 | U-NII 7     | Stati Uniti d'America, Canada Costa Rica, Guatemala, Honduras Brasile, Cile, Perù Arabia Saudita, Corea del Sud |
| 6615                     | 6605-6625          | 133                                 | 131                                 | 135                                 | 143                                 | 159                                 | 127                                 | U-NII 7     | Stati Uniti d'America, Canada Costa Rica, Guatemala, Honduras Brasile, Cile, Perù Arabia Saudita, Corea del Sud |
| 6635                     | 6625-6645          | 137                                 | 139                                 | 135                                 | 143                                 | 159                                 | 127                                 | U-NII 7     | Stati Uniti d'America, Canada Costa Rica, Guatemala, Honduras Brasile, Cile, Perù Arabia Saudita, Corea del Sud |
| 6655                     | 6645-6665          | 141                                 | 139                                 | 135                                 | 143                                 | 159                                 | 127                                 | U-NII 7     | Stati Uniti d'America, Canada Costa Rica, Guatemala, Honduras Brasile, Cile, Perù Arabia Saudita, Corea del Sud |
| 6675                     | 6665-6685          | 145                                 | 147                                 | 151                                 | 143                                 | 159                                 | 127                                 | U-NII 7     | Stati Uniti d'America, Canada Costa Rica, Guatemala, Honduras Brasile, Cile, Perù Arabia Saudita, Corea del Sud |
| 6695                     | 6685-6705          | 149                                 | 147                                 | 151                                 | 143                                 | 159                                 | 127                                 | U-NII 7     | Stati Uniti d'America, Canada Costa Rica, Guatemala, Honduras Brasile, Cile, Perù Arabia Saudita, Corea del Sud |
| 6715                     | 6705-6725          | 153                                 | 155                                 | 151                                 | 143                                 | 159                                 | 127                                 | U-NII 7     | Stati Uniti d'America, Canada Costa Rica, Guatemala, Honduras Brasile, Cile, Perù Arabia Saudita, Corea del Sud |
| 6735                     | 6725-6755          | 157                                 | 155                                 | 151                                 | 143                                 | 159                                 | 127                                 | U-NII 7     | Stati Uniti d'America, Canada Costa Rica, Guatemala, Honduras Brasile, Cile, Perù Arabia Saudita, Corea del Sud |
| 6755                     | 6745-6765          | 161                                 | 163                                 | 167                                 | 175                                 | 159                                 | 191                                 | U-NII 7     | Stati Uniti d'America, Canada Costa Rica, Guatemala, Honduras Brasile, Cile, Perù Arabia Saudita, Corea del Sud |
| 6775                     | 6765-6785          | 165                                 | 163                                 | 167                                 | 175                                 | 159                                 | 191                                 | U-NII 7     | Stati Uniti d'America, Canada Costa Rica, Guatemala, Honduras Brasile, Cile, Perù Arabia Saudita, Corea del Sud |
| 6795                     | 6785-6805          | 169                                 | 171                                 | 167                                 | 175                                 | 159                                 | 191                                 | U-NII 7     | Stati Uniti d'America, Canada Costa Rica, Guatemala, Honduras Brasile, Cile, Perù Arabia Saudita, Corea del Sud |
| 6815                     | 6805-6825          | 173                                 | 171                                 | 167                                 | 175                                 | 159                                 | 191                                 | U-NII 7     | Stati Uniti d'America, Canada Costa Rica, Guatemala, Honduras Brasile, Cile, Perù Arabia Saudita, Corea del Sud |
| 6835                     | 6825-6845          | 177                                 | 179                                 | 183                                 | 175                                 | 159                                 | 191                                 | U-NII 7     | Stati Uniti d'America, Canada Costa Rica, Guatemala, Honduras Brasile, Cile, Perù Arabia Saudita, Corea del Sud |
| 6855                     | 6845-6865          | 181                                 | 179                                 | 183                                 | 175                                 | 159                                 | 191                                 | U-NII 7     | Stati Uniti d'America, Canada Costa Rica, Guatemala, Honduras Brasile, Cile, Perù Arabia Saudita, Corea del Sud |
| 6875                     | 6865-6885          | 185                                 | 187                                 | 183                                 | 175                                 | 159                                 | 191                                 | U-NII 7/8   | Stati Uniti d'America, Canada Costa Rica, Guatemala, Honduras Brasile, Cile, Perù Arabia Saudita, Corea del Sud |
| 6895                     | 6885-6905          | 189                                 | 187                                 | 183                                 | 175                                 | 159                                 | 191                                 | U-NII 8     | Stati Uniti d'America, Canada Costa Rica, Guatemala, Honduras Brasile, Cile, Perù Arabia Saudita, Corea del Sud |
| 6915                     | 6905-6925          | 193                                 | 195                                 | 199                                 | 207                                 | No                                  | 191                                 | U-NII 8     | Stati Uniti d'America, Canada Costa Rica, Guatemala, Honduras Brasile, Cile, Perù Arabia Saudita, Corea del Sud |
| 6935                     | 6925-6945          | 197                                 | 195                                 | 199                                 | 207                                 |                                     | 191                                 | U-NII 8     | Stati Uniti d'America, Canada Costa Rica, Guatemala, Honduras Brasile, Cile, Perù Arabia Saudita, Corea del Sud |
| 6955                     | 6945-6965          | 201                                 | 203                                 | 199                                 | 207                                 |                                     | 191                                 | U-NII 8     | Stati Uniti d'America, Canada Costa Rica, Guatemala, Honduras Brasile, Cile, Perù Arabia Saudita, Corea del Sud |
| 6975                     | 6965-6985          | 205                                 | 203                                 | 199                                 | 207                                 |                                     | 191                                 | U-NII 8     | Stati Uniti d'America, Canada Costa Rica, Guatemala, Honduras Brasile, Cile, Perù Arabia Saudita, Corea del Sud |
| 6995                     | 6982-7005          | 209                                 | 211                                 | 215                                 | 207                                 |                                     | 191                                 | U-NII 8     | Stati Uniti d'America, Canada Costa Rica, Guatemala, Honduras Brasile, Cile, Perù Arabia Saudita, Corea del Sud |
| 7015                     | 7005-7025          | 213                                 | 211                                 | 215                                 | 207                                 |                                     | 191                                 | U-NII 8     | Stati Uniti d'America, Canada Costa Rica, Guatemala, Honduras Brasile, Cile, Perù Arabia Saudita, Corea del Sud |
| 7035                     | 7025-7045          | 217                                 | 219                                 | 215                                 | 207                                 |                                     | 191                                 | U-NII 8     | Stati Uniti d'America, Canada Costa Rica, Guatemala, Honduras Brasile, Cile, Perù Arabia Saudita, Corea del Sud |
| 7055                     | 7045-7065          | 221                                 | 219                                 | 215                                 | 207                                 |                                     | 191                                 | U-NII 8     | Stati Uniti d'America, Canada Costa Rica, Guatemala, Honduras Brasile, Cile, Perù Arabia Saudita, Corea del Sud |
| 7075                     | 7065-7085          | 225                                 | 227                                 | No                                  | No                                  | No                                  |                                     | U-NII 8     | Stati Uniti d'America, Canada Costa Rica, Guatemala, Honduras Brasile, Cile, Perù Arabia Saudita, Corea del Sud |
| 7095                     | 7085-7105          | 229                                 | 227                                 |                                     |                                     |                                     |                                     | U-NII 8     | Stati Uniti d'America, Canada Costa Rica, Guatemala, Honduras Brasile, Cile, Perù Arabia Saudita, Corea del Sud |
| 7115                     | 7105-7125          | 233                                 | No                                  |                                     |                                     |                                     |                                     | U-NII 8     | Stati Uniti d'America, Canada Costa Rica, Guatemala, Honduras Brasile, Cile, Perù Arabia Saudita, Corea del Sud |

## Banda a 45 GHz (802.11aj)
La normativa 802.11aj definisce l'uso delle frequenze nella banda delle onde millimetriche utilizzate principalmente in Cina nelle bande a 45 e 60 GHz. Le frequenze in questa parte dello spettro consentono di ottenere throughput molto elevati, utilizzando canali di 0,54 GHz e 1,08 GHz di ampiezza.
| Frequenza centrale (GHz) | Canali (da 0,54 GHz) | Numero del canale | Numero del canale |
| Frequenza centrale (GHz) | Canali (da 0,54 GHz) | 0,54 GHz          | 1,08 GHz          |
| ------------------------ | -------------------- | ----------------- | ----------------- |
| 42.66                    | 42.39–42.93          | 1                 | 11                |
| 43.20                    | 42.93–43.47          | 2                 | 11                |
| 43.74                    | 43.47–44.01          | 3                 | 12                |
| 44.28                    | 44.01–44.55          | 4                 | 12                |
| 44.82                    | 44.55–45.09          | 5                 | 13                |
| 45.36                    | 45.09–45.63          | 6                 | 13                |
| 45.90                    | 45.63–46.17          | 7                 | 14                |
| 46.44                    | 46.17–46.71          | 8                 | 14                |
|                          |                      |                   |                   |
| 47.52                    | 47.25–47.79          | 9                 | 15                |
| 48.06                    | 47.79–48.33          | 10                | 15                |

## Banda a 60 GHz (802.11ad/aj/ay)
Le normative 802.11ad (WiGig), 802.11aj (specifica per la Cina) e 802.11ay (WiGig2) definiscono, oltre a nuove tecniche di modulazione, l'impiego delle frequenze a onde millimetriche nell'intorno dei 60 GHz, con l'obiettivo di ottenere rate di trasmissione dati dell'ordine dei 100 Gbit/s.
| Canali a 1.08 GHz | Frequenze (GHz) | Frequenze (GHz) | Canali a 2.16 GHz | Frequenze (GHz) | Frequenze (GHz) | Canali a 4.32 GHz | Canali a 4.32 GHz | Canali a 6.48 GHz | Canali a 6.48 GHz | Canali a 6.48 GHz | Canali a 8.64 GHz | Canali a 8.64 GHz | Canali a 8.64 GHz | Canali a 8.64 GHz |
| Canali a 1.08 GHz | Freq. centrale  | Canale          | Canali a 2.16 GHz | Freq. centrale  | Canale          | Canali a 4.32 GHz | Canali a 4.32 GHz | Canali a 6.48 GHz | Canali a 6.48 GHz | Canali a 6.48 GHz | Canali a 8.64 GHz | Canali a 8.64 GHz | Canali a 8.64 GHz | Canali a 8.64 GHz |
| ----------------- | --------------- | --------------- | ----------------- | --------------- | --------------- | ----------------- | ----------------- | ----------------- | ----------------- | ----------------- | ----------------- | ----------------- | ----------------- | ----------------- |
| 33                | 57.78           | 57.24–58.32     | 1                 | 58.32           | 57.24–59.40     | 9                 | N.D.              | 17                | N.D.              | N.D.              | 25                | N.D.              | N.D.              | N.D.              |
| 34                | 58.86           | 58.32–59.40     | 1                 | 58.32           | 57.24–59.40     | 9                 | N.D.              | 17                | N.D.              | N.D.              | 25                | N.D.              | N.D.              | N.D.              |
| 35                | 59.94           | 59.40–60.48     | 2                 | 60.48           | 59.40–61.56     | 9                 | 10                | 17                | 18                | N.D.              | 25                | 26                | N.D.              | N.D.              |
| 36                | 61.02           | 60.48–61.56     | 2                 | 60.48           | 59.40–61.56     | 9                 | 10                | 17                | 18                | N.D.              | 25                | 26                | N.D.              | N.D.              |
| 37                | 62.10           | 61.56–62.64     | 3                 | 62.64           | 61.56–63.72     | 11                | 10                | 17                | 18                | 19                | 25                | 26                | 27                | N.D.              |
| 38                | 63.18           | 62.64–63.72     | 3                 | 62.64           | 61.56–63.72     | 11                | 10                | 17                | 18                | 19                | 25                | 26                | 27                | N.D.              |
| 39                | 64.26           | 63.72–64.80     | 4                 | 64.80           | 63.72–65.88     | 11                | 12                | 20                | 18                | 19                | 25                | 26                | 27                | 28                |
| 40                | 65.34           | 64.80–65.88     | 4                 | 64.80           | 63.72–65.88     | 11                | 12                | 20                | 18                | 19                | 25                | 26                | 27                | 28                |
| N.D.              | N.D.            | N.D.            | 5                 | 66.96           | 65.88–68.04     | 13                | 12                | 20                | 21                | 19                | 29                | 26                | 27                | 28                |
| N.D.              | N.D.            | N.D.            | 6                 | 69.12           | 68.04–70.20     | 13                | 14                | 20                | 21                | 22                | 29                | N.D.              | 27                | 28                |
| N.D.              | N.D.            | N.D.            | 7                 | 71.28           | 70.20–72.36     | 15                | 14                | N.D.              | 21                | 22                | 29                | N.D.              | N.D.              | 28                |
| N.D.              | N.D.            | N.D.            | 8                 | 73.44           | 72.36–74.52     | 15                | N.D.              | N.D.              | N.D.              | 22                | 29                | N.D.              | N.D.              | N.D.              |